# Sophronica angusticollis
Sophronica angusticollis là một loài bọ cánh cứng trong họ Cerambycidae.